# Manuel Vitorino Pereira
Manuel Vitorino Pereira (Salvador de Bahía, 30 gennaio 1853 – Rio de Janeiro, 9 novembre 1902) è stato un politico brasiliano.
È stato vicepresidente del Brasile dal 15 novembre 1894 al 15 novembre 1898.